# 252e brigade de chars
Pour les articles homonymes, voir 252e brigade.
Cet article court présente un sujet plus développé dans : Histoire militaire de l'Union soviétique.
La 252e brigade de chars (en russe : 252-я танковая бригада) est une unité blindée de l'Armée rouge pendant la Seconde Guerre mondiale. Créée en août 1942 dans le district militaire de Moscou, elle n'est pas engagée au combat et devient dès novembre un régiment de chars au sein du 5e corps mécanisé.

## Historique
La brigade est créée le 20 août 1942 dans le district militaire de Moscou, comme brigade d'entraînement pour les tankistes de l'Armée rouge avant la réception de nouveaux chars.
Son unique commandant, arrivé le 30 août 1942, est le colonel Motchechnikov. Dès octobre 1942, la brigade reçoit l'ordre de former, à Gorki, le 252e régiment de chars, équipé de chars Valentine (désignés MK-2), et le 48e régiment de chars de percée de la Garde (ru), équipé de chars Churchill (désignés MK-4).
La brigade est dissoute début novembre 1942. Le 252e régiment rejoint la 50e brigade mécanisée du 5e corps mécanisé, puis la 2e brigade mécanisée de ce même corps. Le 48e régiment reste une unité indépendante.